# Lisa Nishimura
Lisa Nishimura é uma produtora cinematográfica e executiva norte-americana da Netflix, trabalhando principalmente na criação de documentários, especiais de stand-up e filmes independentes. Em 2020, apareceu na lista de 100 pessoas mais influentes do ano pela Time.